# Pakhrà
El Pakhrà - Пахра (rus) - és un riu de Rússia, afluent per la dreta del Moskvà. Passa per l'óblast de Moscou.
Té una llargària de 135 km i ocupa una superfície de 2.580 km². Neix a uns 50 km al sud-oest de Moscou i es dirigeix cap a l'est per desembocar al Moskvà al sud-est de la capital russa, prop de Miatxkovo.
Es glaça des de novembre-desembre fins a març-abril. Els seus afluents principals són els rius Moixa i Desnà; i les ciutats més importants per on passa són Podolsk i Gorki Léninskie.